# Pseudotolna leucomelas
Pseudotolna leucomelas là một loài bướm đêm trong họ Noctuidae.